# Sabine Richter
Sabine Richter (née le 18 juillet 1966 à Francfort) est une athlète allemande spécialiste du 100 mètres qui concourut aussi sous les couleurs de la République fédérale d'Allemagne lors des Jeux olympiques de 1988 à Séoul. 

## Carrière

### Palmarès
| Date | Compétition                    | Lieu    | Résultat | Épreuve        | Performance |
| ---- | ------------------------------ | ------- | -------- | -------------- | ----------- |
| 1988 | Jeux olympiques d'été          | Séoul   | 4e       | 4 × 100 mètres | 42 s 76     |
| 1989 | Championnats d'Europe en salle | La Haye | 6e       | 60 mètres      | 7 s 31      |
| 1991 | Championnats du monde          | Tokyo   | 3e       | 4 × 100 mètres | 42 s 33     |

### Records
| Épreuve    | Performance | Lieu  | Date         |
| ---------- | ----------- | ----- | ------------ |
| 100 mètres | 11 s 64     | Tokyo | 26 août 1991 |